# Rapunzels Fluch 2
Rapunzels Fluch 2 ist ein deutscher Independent-Horrorfilm des Regisseurs David Brückner aus dem Jahr 2023. Es ist die Fortsetzung von Rapunzels Fluch, der 2020 erschien.

## Handlung
Die bösartige Dämonin Rapunzel wird versehentlich von einer Gruppe True-Crime-Podcaster aus ihrem Gefängnis befreit. Rapunzel sinnt noch immer auf Rache an den Nachkommen des Exorzisten, der sie einst gebannt hat. Ihr primäres Ziel ist Alina Grimm, die jüngste Nachfahrin dieser Blutlinie.
Allerdings gerät auch das unschuldige Geschwisterpaar Katharina und Erik Winter ins Visier der Dämonin, da Rapunzel sie benutzt, um Alina ausfindig zu machen. Um ihr eigenes Überleben zu sichern, versucht die Gruppe Rapunzel zu stoppen.

## Produktion und Veröffentlichung
Der Film wurde unter der Regie von David Brückner gedreht und das Drehbuch stammt von Mario von Czapiewski. Produziert wurde er von Ghost Pictures Filmproduktion, einem deutschen Filmstudio, das sich auf Independent-Horrorfilme spezialisiert hat.
Der Film wurde am 13. Oktober 2023 veröffentlicht und ist sowohl auf DVD als auch Blu-ray und im Streaming auf Amazon Prime und Apple TV erhältlich.

## Rezeption
„[...] „Rapunzels Fluch 2“ traut sich erzählerisch etwas. Er geht im Vergleich zum leichter zugänglichen ersten Teil eigene Wege, die ihn ab und an aber auch etwas schwermütig und getragen – sprich langsamer – erscheinen lassen. Viel spielt sich auf der psychischen Ebene ab, der Horror wird seltener konkret. Gute Schauspieler überspielen einige tempomäßig problematische Szenen, der deutlich bessere Schnitt verkürzt ebenjene ebenfalls gekonnt.“

- Auf der IMDb-Webseite erhielt der Film 4,1 von 10 Punkten.